# Фрейдин, Абрам Львович
Абрам Львович Фрейдин (9 июля 1917 — 3 декабря 1982) — деятель советского кинематографа, художник-постановщик, сценограф. Член Союза художников СССР. Заслуженный художник РСФСР (1974). Работал в театре и кино.

## Биография
Окончил ВГИК (1943). После окончания ВГИКа свою трудовую деятельность начал на киностудии «Мосфильм». Работал также и на других киностудиях страны. Известен и как театральный художник.
В 2016 году работы А. Л. Фрейдина были представлены в экспозиции «Плакаты, афиши, декорации» Удмуртского республиканского музея изобразительных искусств.
Похоронен на Введенском кладбище.

## Фильмография
- 1944 — «Человек № 217»
- 1946 — «Старинный водевиль»
- 1947 — «Поезд идёт на восток»
- 1950 — «Секретная миссия»
- 1952 — «Возвращение Василия Бортникова»
- 1953 — «Егор Булычов и другие»
- 1954 — «Опасные тропы»
- 1955 — «Доброе утро»
- 1956 — «Бессмертный гарнизон»
- 1957 — «Высота»
- 1957 — «Поединок»
- 1958 — «Над Тиссой»
- 1959 — «Люди на мосту»
- 1960—1961 — «Воскресение»
- 1961 — «Вольный ветер»
- 1962 — «Монета»
- 1963 — «Сотрудник ЧК»
- 1963 — «Конец и начало»
- 1964 — «Гранатовый браслет»
- 1964 — «До завтра»
- 1965 — «Время, вперёд!»
- 1966 — «Я солдат, мама»
- 1968 — «Золотой телёнок»
- 1969 — «Каратель»
- 1970 — «Карусель»
- 1970 — «Город первой любви»
- 1972 — «На углу Арбата и улицы Бубулинас»
- 1975 — «От зари до зари»
- 1976 — «Псевдоним — Лукач»
- 1977 — «Смешные люди!»
- 1977 — «Хождение по мукам» (телесериал, в соавторостве)
- 1980 — «Если бы я был начальником»